# Travis Air Force Base Heritage Center
Le Travis Air Force Base Heritage Center (Centre du patrimoine de la base aérienne de Travis), fondé en tant que « musée de l'air de Travis » et plus tard connu sous le nom de « musée de l'air et de l'espace Jimmy Doolittle », est un musée aéronautique situé sur la base aérienne de Travis à Fairfield, en Californie. Le musée abrite plus de 35 aéronefs et d'autres objets historiques.

## Collections

### Aéronefs exposés à l'extérieur
- Douglas A-26K Counter Invader
- Boeing B-29 Superfortress
- Boeing B-52D Stratofortress
- McDonnell F-4C Phantom II
- Republic F-84F Thunderstreak
- North American F-86L Sabre
- North American F-100 Super Sabre
- McDonnell F-101B Voodoo
- Convair F-102A Delta Dagger
- Lockheed F-104A Starfighter
- Republic North American F-105D Thunderchief
- de Havilland Canada C-7A Caribou
- C-45H Expeditor
- Lockheed C-5A Galaxy
- Douglas C-47 Skytrain
- Douglas C-54 Skymaster
- Lockheed C-56 Lodestar
- C-118A Liftmaster
- Fairchild C-119G Flying Boxcar
- Fairchild C-123K Provider
- Douglas C-124C Globemaster II
- Convair C-131D Samaritan
- Douglas C-133A Cargomaster
- Lockheed C-141B Starlifter
- VC-140 JetStar
- Grumman HU-16 Albatross
- Cessna LC-126 Businessliner
- Cessna O-2A Super Skymaster
- Cessna U-3A Blue Canoe
- Beechcraft AT-11 Kansan
- North American CT-39A Sabreliner
- Vertol H-21 Shawnee
- Sikorsky H-34 Choctaw
- Lockheed T-33 Silver Star

### Aéronefs exposés en intérieur
- Vultee BT-13 Valiant
- Fairchild PT-19
- Piper L-4 Grasshopper
- Waco CG-4
- Stinson L-5 Sentinel